# Sebhat Ephrem
Sebhat Ephrem (în tigrină: ሰብሓት ኤፍረም; n. 1951, Asmara, Etiopia) este ministrul Energiei și Minelor din Eritreea, fost ministru al apărării și fost comandant al Frontului de Eliberare a Poporului Eritrean în timpul războiului de independență din Eritreea.
Sebhat a urmat liceul la liceul evanghelic luteran din Asmara, Eritreea. Sebhat Ephrem a servit din iunie 1992 până în martie 1994 ca guvernator al Asmarei. Din martie 1994 până în mai 1995 a fost ministru al sănătății. În ambele funcții a adus structura și reorganizarea acestor birouri. După ce a părăsit armata în iunie 1992, a revenit în armată în mai 1995 cu gradul de general și a fost numit și confirmat ca ministru al apărării.